# Василёк фригийский
Василёк фриги́йский, Центаурея фригийская (лат. Centauréa phrýgia) — многолетнее травянистое растение, вид рода Василёк семейства Сложноцветные (Compositae).
Широко распространённый в Европе, очень изменчивый вид, внутри которого выделяется множество форм.

## Ботаническое описание
Многолетнее короткокорневищное травянистое растение 15—80(110) см высотой, с 1—3 стеблями. Всё растение покрыто рассеянными извилистыми волосками. Стебли прямостоячие, продольно бороздчатые, пурпурно-фиолетовые, в верхней части ветвящиеся, изредка простые, под соцветиями утолщающиеся.
Листья 3—15 см длиной, широколанцетовидной или продолговато-ланцетовидной формы, с заострённым концом, по краю мелкозубчатые. Короткие крылатые черешки имеются только у прикорневых и нижних стеблевых листьев, остальные листья сидячие.
Корзинки собраны в щиток, реже одиночные. Обёртки яйцевидные до шаровидных, 15—20 мм, внешние и средние листочки с тёмно-бурыми придатками, внутренние — со светло-бурыми придатками; внешние листочки треугольно-ланцетные, средние — широкотреугольные до широкоромбических. Цветки розово-пурпурного цвета, иногда встречаются депигментированные.
Семянки цилиндрические, гладкие, слабо волосистые, серые или серо-коричневые, с грязно-белым хохолком до 2 мм длиной.
Диплоидный набор хромосом — 2n = 22.

## Распространение и экология
Широко распространённый в Средней и Восточной Европе вид. Встречается во всех областях Средней полосы Европейской части России. Произрастает на лугах и опушках, среди кустарников.

## Значение и применение
Медоносное растение. Медовая продуктивность при сплошном произрастании может достигать 300кг/га.
По наблюдениям в Кабардино-Балкарии поедается западнокавказским туром (Capra caucasica).

## Классификация

### Таксономия[5]
Centaurea phrygia L., 1753, Sp. Pl. : 910
Вид Василёк фригийский относится к роду Василёк (Centaurea) семейства Астровые (Asteraceae) порядка Астроцветные (Asterales). Кладограмма в соответствии с Системой APG IV:
|  |                                      |  |                                   |                                   |                    |  | ещё 10 семейств | ещё 10 семейств |                    |  |                         |  | еще 786 подтвержденных и 845 в статусе "непроверенных" видов и инфравидовых таксонов | еще 786 подтвержденных и 845 в статусе "непроверенных" видов и инфравидовых таксонов |  |
|  |                                      |  |                                   |                                   |                    |  | ещё 10 семейств | ещё 10 семейств |                    |  |                         |  | еще 786 подтвержденных и 845 в статусе "непроверенных" видов и инфравидовых таксонов | еще 786 подтвержденных и 845 в статусе "непроверенных" видов и инфравидовых таксонов |  |
|  |                                      |  |                                   | порядок Астроцветные              |                    |  |                 |                 | род Василёк        |  |                         |  |                                                                                      |                                                                                      |  |
|  |                                      |  |                                   | порядок Астроцветные              |                    |  |                 |                 | род Василёк        |  | 14 инфравидовых таксона |  |                                                                                      |                                                                                      |  |
|  | отдел Цветковые, или Покрытосеменные |  |                                   |                                   | семейство Астровые |  |                 |                 | Василёк фригийский |  |                         |  |                                                                                      |                                                                                      |  |
|  | отдел Цветковые, или Покрытосеменные |  |                                   |                                   |                    |  |                 |                 |                    |  |                         |  |                                                                                      |                                                                                      |  |
|  |                                      |  | ещё 63 порядка цветковых растений | ещё 63 порядка цветковых растений |                    |  |                 | ещё 1804 рода   | ещё 1804 рода      |  |                         |  |                                                                                      |                                                                                      |  |
|  |                                      |  |                                   | ещё 63 порядка цветковых растений |                    |  |                 |                 | ещё 1804 рода      |  |                         |  |                                                                                      |                                                                                      |  |

### Инфравидовые таксоны
- Centaurea phrygia subsp. abbreviata  (K.Koch)  Dostál
- Centaurea phrygia subsp. abnormis  (Czerep.)  Greuter
- Centaurea phrygia subsp. alutacea  (Dobrocz.)  Greuter
- Centaurea phrygia subsp. bosniaca  (Murb.)  Hayek
- Centaurea phrygia subsp. carpatica  (Porcius)  Dostál
- Centaurea phrygia subsp. indurata  (Janka)  Stoj. & Acht.
- Centaurea phrygia subsp. melanocalathia  (Borbás)  Dostál
- Centaurea phrygia subsp. moesiaca  Hayek
- Centaurea phrygia subsp. pseudophrygia  (C.A.Mey.)  Gugler
- Centaurea phrygia subsp. rarauensis  (Prodan)  Dostál
- Centaurea phrygia subsp. ratezatensis  (Prodan)  Dostál
- Centaurea phrygia subsp. razgradensis  (Velen.)  Greuter   (в статусе непроверенного по состоянию на декабрь 2022 г.)
- Centaurea phrygia subsp. salicifolia  (M.Bieb. ex Willd.)  Mikheev
- Centaurea phrygia subsp. stenolepis  (A.Kern.)  Gugler

### Синонимы
- Centaurea phrygia subsp. austriaca  (Willd.) Gugler
- Jacea phrygia subsp. phrygia